# Boškov
Boškov (deutsch Poschkau) ist ein Ortsteil der Stadt Potštát im Okres Přerov in Tschechien. Er befindet sich drei Kilometer südwestlich von Potštát am Rande des Truppenübungsplatzes Libavá.

## Geschichte
Die erste schriftliche Erwähnung stammt aus dem Jahre 1394. Der Ort hieß ursprünglich Buschgau, um 1408 Poskau, mährisch Borz(k)ow. In Poschkau lebte eine überwiegend deutsche Bevölkerung. Gemäß einer Volkszählung von 1920 besaß der Ort damals 78 Häuser mit 98 Wohnparteien und 447 Einwohnern (440 Deutsche, 2 Tschechen und 5 Staatsfremde). Während des Zweiten Weltkrieges wurde das Dorf Teil des Deutschen Reiches und gehörte zum mährischen Landkreis Bärn. Nach dem Zweiten Weltkrieg wurde 1946 die deutsche Bevölkerung vertrieben. Bis 1989 litten die Bewohner des Dorfes unter der Präsenz des nahen Truppenübungsplatzes Libavá und der Anwesenheit sowjetischer Soldaten. Im Jahre 1991 hatte Boškov 109 Einwohner.
Heute besteht Boškov aus 48 Häusern. Die meisten davon werden als Wochenendhäuser genutzt. Einwohner, die permanent dort wohnen, sind zumeist Beschäftigte der Forstwirtschaft. Im Dorf gibt es keine Infrastruktur, keine Schulen, Kindergärten, Restaurants oder Geschäfte, auch keine Abwasser- oder Gasanschlüsse. Zu Boškov gehört die Ansiedlung Kouty (Winkelsdorf).

## Sehenswürdigkeiten

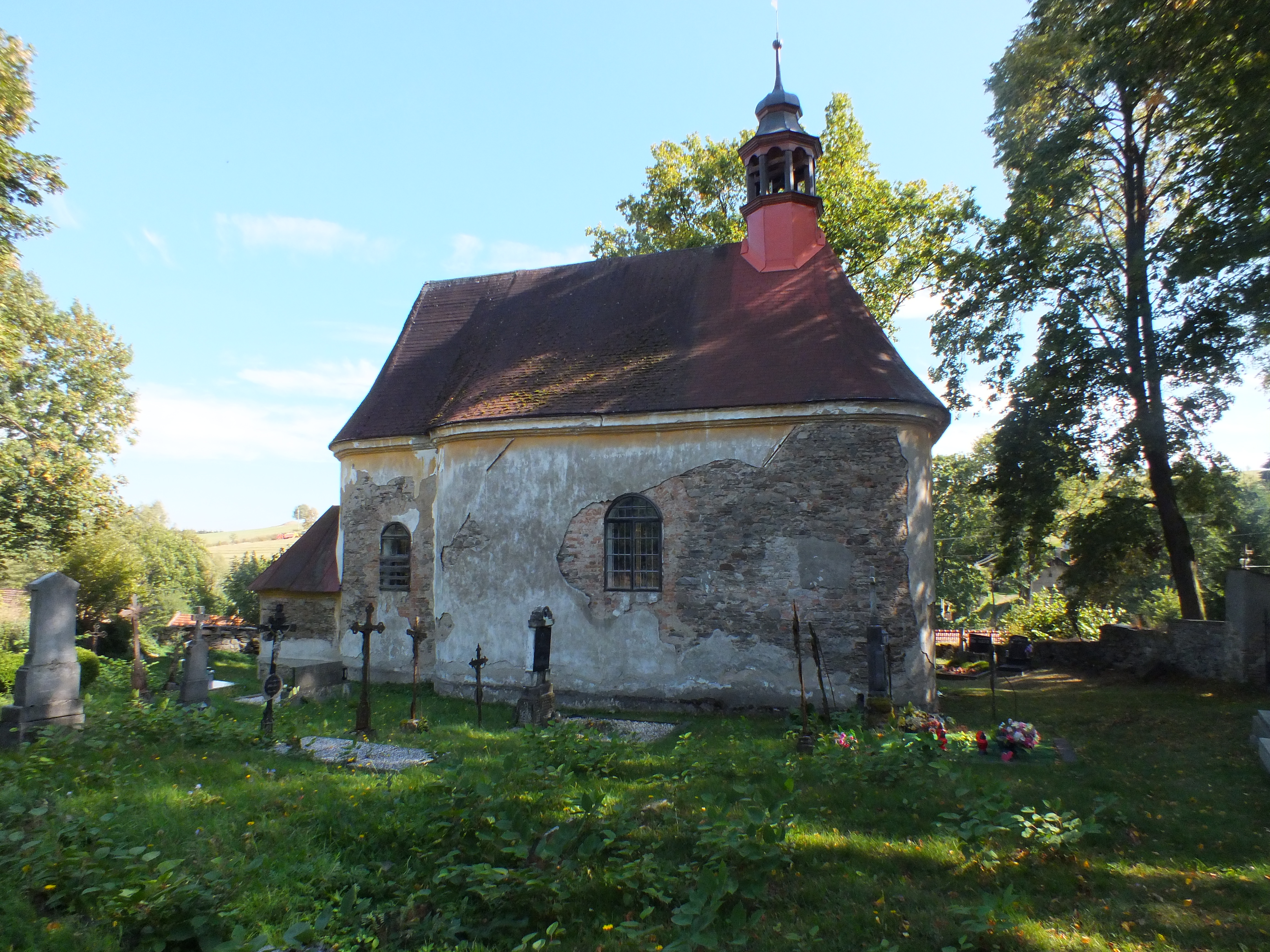
Kapelle der heiligen Maria Magdalena (2015)

- Kapelle der heiligen Maria Magdalena aus dem späten 18. Jahrhundert, in einem sehr schlechten Zustand
- Kirche aus dem 16. Jahrhundert (ursprünglich lutherisch, dann katholisch), in einem sehr schlechten Zustand
- Ruine einer Windmühle, auf einem Hügel circa einen Kilometer südlich des Ortsteils